# Emblemi della Francia
Attualmente, la Francia ha ufficialmente un solo simbolo: il vessillo tricolore bleu, blanc et rouge, ma nel corso della sua storia il paese ne ha avuti molti altri.

## Antiche bandiere, stendardi e altri simboli del Regno di Francia

### Stemma della Francia

Stemma della Francia, con i tre gligli d'oro.

Simbolo della monarchia, il "Giglio di Francia" è stato per lungo tempo l'emblema degli elenchi dei re di Francia.
Secondo Angelo de Gubernatis, il giglio, simbolo della riproduzione, rappresenterebbe la successione dinastica e l'aumento della popolazione.
Il blasone di gigli compone il cuore degli stemmi di Francia indossati dai re. Inizialmente senza numero definito (seminato di gigli), il numero dei gigli è stato portato a tre da Carlo V. Sotto i Borbone, si è presentato talora accollato al blasone di Navarra (Partito de Francia e di Navarra). Restaurato nel 1814 dopo il periodo napoleonico, ha definitivamente perso la sua qualità di emblema ufficiale nel 1830, sotto Luigi Filippo, che lo sostituì con la carta costituzionale.
Lo stemma di Francia ha fatto parte anche delle armi dei re d'Inghilterra, dalla guerra dei cent'anni fino al 1801, data di creazione del Regno Unito. Peraltro, lo si trova ancora nelle armi del dominion del Canada. Infine compare, con una brisura (bordura di rosso: stemma di Anjou) nelle armi di Spagna.
Nel linguaggio araldico, lo stemma con i gigli rimane definito «di Francia». La maggior parte delle altre repubbliche d'Europa si sono appropriate degli antichi stemmi reali, considerandoli come un segno di sovranità e di continuità nazionale. Il dipartimento francese invece non ha mai voluto adottare questo simbolo.

## Bandiere del Regno di Francia
Anticamente la Francia aveva adottato una serie di stemmi e bandiere (piuttosto stendardi) diversi.
Ripercorrendo le varie tappe ribadiamo quello scritto sopra ma adesso vediamolo più nel dettaglio.
Il regno di Francia è quell'entità territoriale (ovviamente non statale) sviluppatasi intorno al V-VI secolo d.C., deve la sua fondazione ai re Merovingi, Uno tra questi fu il re Clodoveo, secondo la leggenda; dopo essersi convertito al cristianesimo adottò come stemma o simbolo reale dei gigli.
L'origine dei gigli in araldica è tuttora molto discussa, perché ne abbiamo prove certe a partire dal X secolo, con la dinastia capetingia, che adotta il seminato di gigli su sfondo blu, come loro anche altri rami collaterali adottano questo stemma, seppur con delle variazioni.
Adesso vediamo l'evoluzione dello stemma, e di conseguenza della bandiera nel dettaglio:

### Francia Arcaica o Merovingia (IV-VIII secolo d.C.)
Se prendiamo per vero tutto quello raccontato nella leggenda, il re Meroveo (figura, oggi possiamo dirlo, realmente vissuta) sembra che abbia adottato come stemma per i franchi salii tre rane, talvolta inserite su uno sfondo blu, il colore delle rane poteva variare dall'oro al rosso, e la bandiera dal blu all'argento (in araldica il bianco si definisce argento).

### Francia Carolingia IX-X secolo
Sotto la dinastia Carolingia le cose appaiono più confuse, perché se da un lato compare la croce simbolo dell'impero carolingio, in altre miniature appare uno stemma tagliato da un lato seminato di gigli d'oro in sfondo blu, dall'altro lato aquila germanica nera su sfondo oro.
Il giglio sembra che faccia la sua prima apparizione proprio in questo momento, anche se non ha la forma del classico fleur-de lyse medievale.
per quanto riguarda gli stendardi; almeno dalle ricostruzioni storiche essi sono spesso rossi con tre piccoli gigli dorati.

### Francia Capetingia (987-1336)
La Francia sotto i capetingi si arricchì notevolmente, dal punto di vista architettonico fu ideato lo stile gotico, comparso già nell X-XI secolo.
Grande e ricca metropoli, Parigi diventava la capitale europea per eccellenza.
Lo stemma classico della Francia capetingia è il seminato di gigli in sfondo azzurro. I gigli rappresentano la discendenza reale, e la speranza di ricchezza e prosperità per tutto il regno, il blu rappresenta la regalità e la pace, obbiettivo fondamentale per la crescita di un regno.

### Francia dei Valois (1337-1589)
Nel 1337, quando il ramo Capetingio si estingue, Il trono francese passa ai Valois, ramo collaterale dell'estinta dinastia. L'estinzione della dinastia Capetingia causa la guerra dei cent’anni, scatenata dal re inglese, che è anche lui pretendente al trono di Francia perché imparentato coi capetingi. Nel 1453 la guerra si conclude con la vittoria dei francesi, guidati da Carlo VII di Valois, aiutato fino al 1431 da Giovanna d'Arco. Lo stemma e la bandiera francese dal 1337 appare semplificato, il seminato è stato sostituito per tre gligli d'oro più grandi, lo sfondo azzurro è adesso più chiaro.
Sia lo stemma che la bandiera nel periodo che va dalla guerra dei cento anni alla fine delle guerre di religione rappresentano la medesima cosa.

### Francia dei Borbone (1592 -1792)
Innumerevoli sono le modifiche in questo periodo, la forma dei gigli cambia appaiono più corti e si riempiono di fronzoli, non son più alti e stilizzari come nel medioevo e nella prima età moderna. Sotto Enrico IV lo stemma ha due scudi uno tre gigli d'oro su sfondo blu, l'altro (di Navarra) catenato d'oro su sfondo rosso, sono uniti e appaiono su una baiera bianca, talvolta seminata di gligli.
Sotto Luigi XIII stemma e bandiera perdono lo scudo di Navarra
Sotto Luigi XIV e XV la bandiera subisce alcune modifiche, e nasce la bandiera mercantile (seminato di gigli su sfondo rosso).
Con Luigi XVI la Bandiera è seminata di gigli su sfondo argento (bianca) e con stemma blu con tre gigli al centro.
Dopo la rivoluzione, con la Restaurazione monarchica viene adottata una bandiera tutta bianca, priva di gigli.

### L'orifiamma di Saint-Denis

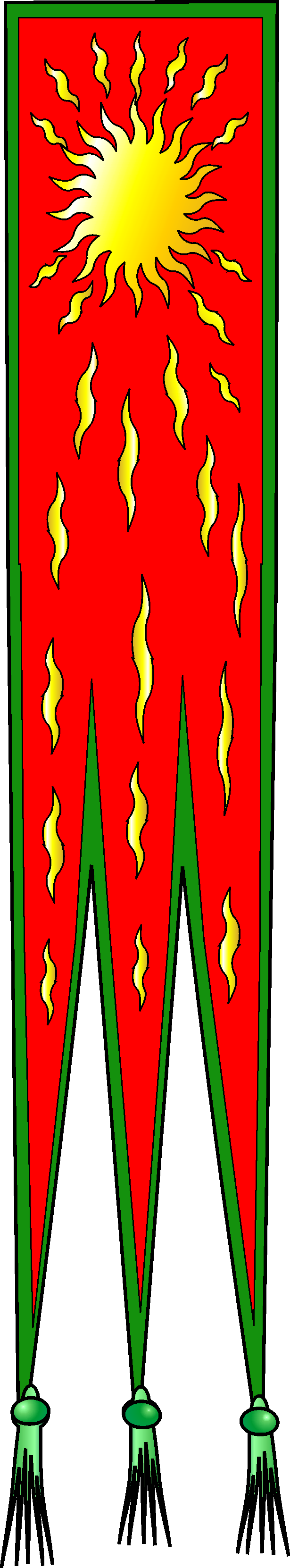

Nel Medioevo l'orifiamma dell'abbazia di Saint-Denis era lo stendardo francese in tempo di guerra. Dietro questo stendardo si batterono le truppe comunali durante la battaglia di Bouvines. Conservato nella Basilica di Saint-Denis, veniva prelevato solo in casi di grave minaccia per il Regno.
"L'orifiamma, sottolinea il barone Pinoteau, eminente araldista, era un gonfalone rosso decorato con fiocchi di colore verde o rosso così da ricordare il sangue versato dai martiri."
"L'orifiamma dell'abbazia di Saint- Denis […] sarebbe stato chiamato così poiché formato da uno stendardo rosso disseminato di fiammelle dorate."
"Lo stendardo reale (da non confondere con l'orifiamma) serve durante la battaglia a dare indicazioni all'esercito in merito alla posizione del sovrano, i suoi successi o le sue sconfitte. Questo stendardo reale, chiamato anche Vexillum era d'azur semé de fleur de lys d'or (d'azzurro seminato di gigli d'oro).
(Tratto e tradotto da: Louis Fontaine, Le sang et la gloire, des hommes et des batailles qui ont fait la France, Editions de Paris, Ulis, 2003, p. 44.)

### Emblemi e bandiere dell'Ancien Régime
Durante gli anni dell'Ancien Régime non esisteva ancora un'unica bandiera nazionale. Difatti le bandiere delle navi mercantili erano bianche e blu, a croce o a bande orizzontali alternate.
Al contrario, le bandiere del Re erano bianche, a volte con gigli dorati e riportavano le armi e i simboli della casa reale.
Le navi del Re (soppresse nel 1748) sbandieravano lo stendardo rosso con i fiori di giglio e anch'esse portavano le armi della casa reale Borbonica.
I reggimenti invece avevano delle bandiere a croce bianca con colori molto diversi, cosa che permetteva di distinguerli gli uni dagli altri. Oltre alla sua bandiera caratteristica, ogni reggimento aveva uno stendardo bianco con una croce anch'essa bianca; esso serviva a segnalare, durante le crociate, la posizione del posto di comando.

### La bandiera bianca
Era totalmente una bandiera bianca (senza i fiori di giglio), e ondeggiò per l'ultima volta su un palazzo ufficiale a Parigi il 31 luglio 1830 (sull'Hôtel des Invalides) e a Algeri il 16 agosto dello stesso anno (ancora più tardi nelle isole remote, dove la notizia del cambiamento di bandiera giunse più tardi). Dopo la caduta del Secondo Impero, la bandiera bianca fu la condizione sine qua non di Enrico d'Artois (1820-1883) per salire sul trono nel 1873. Questa esigenza portò all'instaurazione della Terza Repubblica. Oggi la bandiera bianca è sempre l'emblema dei legittimisti, che rifiutano la bandiera tricolore, macchiata, secondo loro, dal sangue di Luigi XVI.

### Il vessillo tricolore
La bandiera comunemente conosciuta come il tricolore è composta da tre colori tra cui 2 sono i colori della città di Parigi, il rosso e il blu, e al centro quello della regalità: il bianco.
In occasione della rivolta capeggiata da Étienne Marcel nel 1358 vi era stato un tentativo di imporre i colori della città di Parigi anche alla famiglia reale di Francia, più in particolare al Delfino Carlo (divenuto poi nel 1365 Carlo V di Francia detto "il Saggio").
Fu nei giorni della Rivoluzione francese, tra domenica 12 e venerdì 17 luglio 1789, che i tre colori furono adottati come i colori della libertà e il popolo se ne appropriò con entusiasmo. Prima di quel momento il tricolore apparteneva esclusivamente al Re e compariva nell'uniforme delle sue guardie scelte, ma già in occasione della Festa della Federazione (14 luglio 1790) fu rappresentato in svariati modi su stendardi e coccarde, e, in particolare fu associato alla divisa della Garde Parisienne, chiamata Guardia Nazionale.
Il primo emblema nazionale tricolore fu istituito per un decreto della Assemblea Nazionale Costituente il giorno 24 ottobre 1790. Non si trattava di una vera e propria bandiera nazionale, ma era destinata alle marina civile e militare. Era bianco, colore ormai identificato come simbolo della Francia repubblicana e non più della monarchia e recava in alto, vicino all'asta il tricolore incorniciato da una striscia rossa all'esterno e blu vicino all'asta.
Il disegno della bandiera di Francia come la conosciamo noi fu adottato il 15 febbraio 1794 (secondo il calendario rivoluzionario: 29 "Piovoso" del II anno della Rivoluzione) dalla Convenzione nazionale. Fu il pittore Jacques-Louis David che concepì l'idea di disporre il blu presso l'asta e il rosso, colore più vivo, sulla parte esterna del vessillo.
Nel 1812, Napoleone decise di adottare la soluzione di David come bandiera nazionale "in terra e in mare"; poco a poco essa si impose come simbolo della nazione intera tranne negli anni della Restaurazione (1815-1830) in cui fu riportata in auge la bandiera bianca.

## Simboli della Repubblica francese
Un simbolo della Repubblica francese è un emblema della nazione francese che si inscrive nella tradizione repubblicana.
Gli emblemi nazionali della Quinta Repubblica francese sono:
- la Bandiera della Francia, le drapeau tricolore, bleu, blanc, rouge
- l'inno nazionale La Marsigliese, La Marseillaise
- il motto nazionale Liberté, Égalité, Fraternité, Libertà, Uguaglianza, Fratellanza
- la Tour Eiffel

Altri simboli sono:
- La Marianne, Marianne
- il 14 luglio, 14 juillet
- il gallo, coq
- il fascio littorio, faisceau de licteur
- il gran sigillo di Francia, Le sceau

### Le drapeautricolore
Le drapeau (la bandiera) è di colore rosso, bianco e blu. È per i francesi un simbolo molto importante.
Vedi: Bandiera della Francia

### La Marseillaise
Vedi: La Marsigliese

### Liberté, Égalité, Fraternité
Vedi: Liberté, Égalité, Fraternité

### Marianne
Vedi: Marianne

### 14 juillet
Vedi: Rivoluzione francese

### Le coq
La scelta del gallo come simbolo francese risale all'Antichità e trae origine dall'assonanza tra gallus (gallo in latino) e Gallus (abitante della Gallia). Benché sia spesso utilizzato come simbolo del paese, specialmente delle federazioni sportive, non è mai figurato tra i simboli ufficiali.
Tuttavia, compare - con una sfera sotto le zampe - sul primo e sul secondo controsigillo di Luigi Filippo, alla punta delle bandiere che sono incrociate in decusse dietro le armi (lo stemma) di Orleans (1º controsigillo) o dietro il libro aperto che rappresenta la carta costituzionale (2º controsigillo), come sulla punta delle bandiere e degli stendardi della marina, sotto la Monarchia di Luglio. Nella stessa epoca, i sigilli usati per i trattati internazionali mostrano un gallo, la parola France circondata di raggi, la carta del 1830, una corona chiusa, la Legion d'onore, una corona d'alloro e di quercia, e delle bandiere, delle quali quattro su sei sono sormontate dal gallo.
Lo si ritrova anche nell'iconografia del Gran sigillo di Francia e ha rappresentato un'alternativa alla Marianna su francobolli di uso corrente.

### Le faisceau de licteur

Fascio littorio nel simbolo della Repubblica

Vedi: fascio littorio

### Altri

#### L'Esagono
Ispirato dalla forma geografica del paese, che viene soprannominata Hexagone, questo emblema è riprodotto fra l'altro sulle monete e su alcuni documenti.

#### Il logo
La Repubblica francese si è dotata nel settembre 1999 (sotto il governo di Lionel Jospin) di un logo che richiama la bandiera nazionale sotto forma di rettangolo allungato, la cui parte bianca prende la forma del profilo di Marianne che guarda verso destra. Sotto il simbolo si trovano le scritte Liberté Égalité Fraternité e République Française (le due maiuscole richiamano le iniziali RF).

## Simboli popolari della cultura francese

### I simboli popolari
- La baguette
- Il basco nero
- Il pompon rosso del marinaio
- Il formaggio (roquefort, camembert)
- Alcuni piatti regionali (bœuf bourguignon, cassoulet du sud-ouest, choucroute alsacienne, la quiche lorraine, il jambon beurre parigino...)
- La Festa della Federazione del 14 luglio (balli dei pompieri, ritornelli e filastrocche, fuochi d'artifici, parate militari)
- Il vino (in particolare lo champagne)
- Le cosce di rana (i britannici chiamano i francesi Froggies e sono chiamati da questi rosbifs)

### I simboli all'estero
- La Tour Eiffel
- I diritti dell'uomo

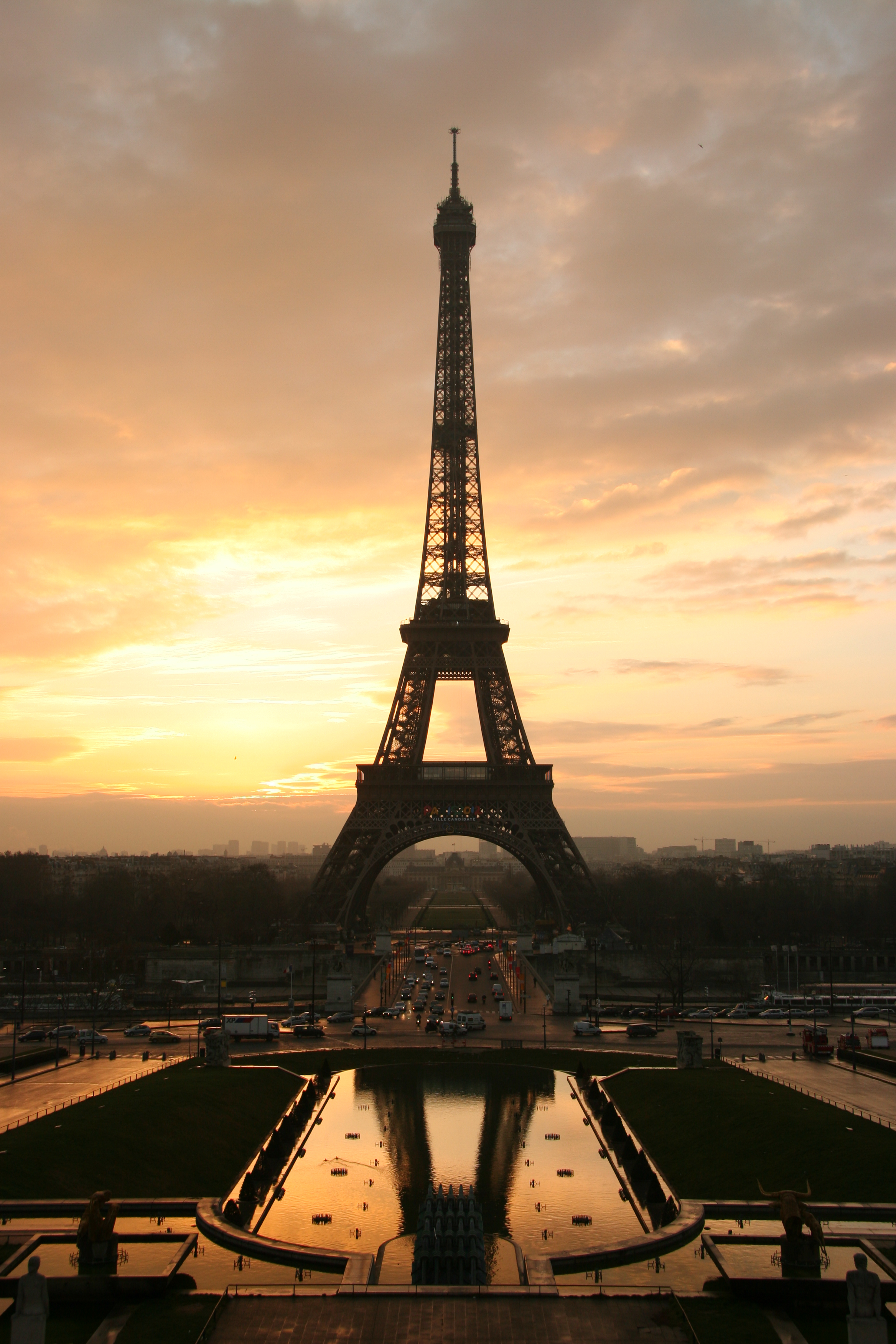
La Torre Eiffel, uno dei simboli più celebri di Parigi (che non è la Francia da sola)

- La gastronomia e il vino (Bordeaux, Champagne, etc.)
- I profumi
- L'alta moda